# 高蹺殼灰介
高蹺殼灰介（学名：Coquimba poga）为半花介科殼灰介屬下的一个种。